# Coenosia nudipes
Coenosia nudipes este o specie de muște din genul Coenosia, familia Muscidae, descrisă de Stein în anul 1920. Conform Catalogue of Life specia Coenosia nudipes nu are subspecii cunoscute.